# Astroblepus pholeter
Astroblepus pholeter är en fiskart som beskrevs av Collette 1962. Astroblepus pholeter ingår i släktet Astroblepus och familjen Astroblepidae. Inga underarter finns listade.